# Sretenovo
Sretenovo (en macédonien Сретеново) est un village du sud-est de la Macédoine du Nord, situé dans la municipalité de Doïran. Le village comptait 315 habitants en 2002.

## Démographie
Lors du recensement de 2002, le village comptait :
- Macédoniens : 205
- Roms : 36
- Serbes : 29
- Turcs : 11
- Valaques : 1
- Autres : 2